# Thợ sửa ống nước
Thợ sửa ống nước là thợ chuyên về lắp đặt và bảo trì hệ thống nước uống, nước thải và hệ thống thoát nước trong hệ thống ống nước.

## Lịch sử
Từ tiếng Anh plumber cho "thợ sửa ống nước" có từ thời Đế chế La Mã. Tiếng Latin cho kim loại chì là plumbum. Mái nhà La Mã có sử dụng chì trong ống dẫn và ống thoát nước  và một số cũng được phủ chì, chì cũng được sử dụng cho đường ống và để làm nhà tắm. Trong thời trung cổ, bất cứ ai làm việc với chì đều được gọi là plumber (thợ sửa ống nước0 có thể được nhìn thấy từ một trích đoạn của những người thợ sửa mái nhà trong Cung điện Westminster và được gọi là thợ ống nước "To Gilbert de Westminster, thợ sửa ống nước, làm việc về mái nhà của phòng đựng thức ăn của hội trường nhỏ, che nó bằng chì và về những khiếm khuyết khác nhau trên mái của hội trường nhỏ ". Do đó, một người có chuyên môn làm việc với chì được biết đến đầu tiên là một Plumbarius, sau đó được rút ngắn thành plumber - thợ sửa ống nước.

## Hoạt động của thợ sửa ống nước

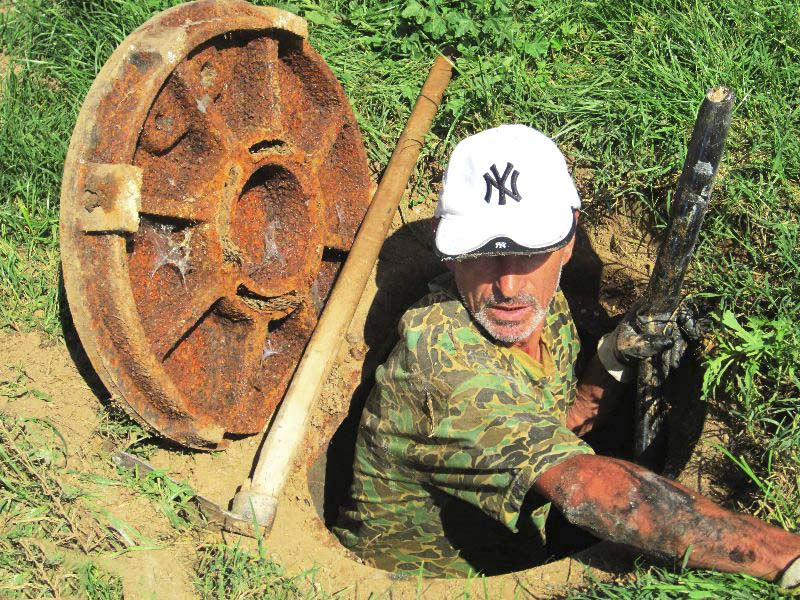
Thợ sửa ống nước thoát khỏi cống qua hố ga

Cần nhiều năm đào tạo và/hoặc kinh nghiệm để trở thành một thợ sửa ống nước lành nghề; một số khu vực pháp lý cũng yêu cầu thợ ống nước phải được cấp phép.
Các nhiệm vụ và kỹ năng hệ thống ống nước phổ biến:
- Đọc bản vẽ và thông số kỹ thuật để xác định bố trí hệ thống cấp nước, chất thải và thông gió
- Phát hiện lỗi trong các thiết bị và hệ thống ống nước, và chẩn đoán chính xác nguyên nhân của chúng
- Lắp đặt, sửa chữa và bảo trì hệ thống và hệ thống ống nước trong nước, thương mại và công nghiệp
- Xác định vị trí và đánh dấu vị trí cho các kết nối đường ống, lỗ thông qua và đồ đạc trong tường và sàn
- Đo, cắt, uốn và luồn ống bằng dụng cụ cầm tay và điện hoặc máy
- Nối các ống và phụ kiện lại với nhau bằng kỹ thuật hàn, phụ kiện nén, phụ kiện ren và phụ kiện đẩy.
- Kiểm tra đường ống rò rỉ bằng đồng hồ đo áp suất không khí và nước
- Nhận thức về các quy định pháp luật và các vấn đề an toàn
- Đảm bảo các tiêu chuẩn an toàn và các quy định xây dựng được đáp ứng.